# Климат Ставрополя
Ставрополь — южный город России, что определяет климатические особенности, в особенности количество солнечного тепла. Самый короткий день — 22 декабря продолжается в Ставрополе 8 ч 44 мин, а самый длинный — 22 июня — 15 ч 37 мин. Большое количество солнечного тепла (суммарная солнечная радиация 121,3 ккал/кв.см в год) дает длительный вегетационный период, который составляет 160 дней с 22 апреля по 15 октября.
Город известен частыми сильными ветрами. Самые ветреные месяцы — февраль и март, преобладают воздушные потоки восточных и западных направлений. Бо́льшую часть года в городе господствует континентальный воздух из умеренных широт. Летом он приносит сухую, жаркую, малооблачную погоду. Зимой он поступает из Сибири и Казахстана и приносит морозную, сухую, ясную погоду. С Атлантического океана приходит влажный воздух умеренных широт, несущий осадки, летом — ливневые с грозами, зимой — снегопады. Арктический воздух с Баренцева моря сопровождается холодной, пасмурной погодой, а воздух с Карского моря обычно снижает температуру, усиливает ветры. Во все сезоны возможно проникновение тропического воздуха, континентальный его тип приходит из Средней и Малой Азии, а также Ирана и приносит летом суховеи, осенью — бабье лето. Морской тропический воздух со Средиземного моря летом приносит влажную погоду, зимой — оттепели, весной и осенью — потепление.

## Зима
Зима в Ставрополе короткая, с периодическими оттепелями. Средняя температура зимой около -5 °С, однако часто наблюдаются перепады температур. При наступлении арктического воздуха в городе устанавливается ветреная и морозная погода, температура может упасть до -20 °С, а при вторжении тропического воздуха из Средиземноморья или Ирана наступают оттепели и температура, бывает, поднимается до +10—20 °С.

## Весна
Климатическая весна наступает примерно в начале-середине марта. Однако в марте всё ещё возможно проникновение арктических воздушных масс. В данный период характерна ветреная погода. К середине апреля большинство растений начинает цвести, на деревьях набухают почки и появляются листья. Вегетационный период наступает 22 апреля.

## Лето
Для июня характерная дождливая погода. Для июля и августа же характерна ясная и жаркая погода. Каждый год 1—2 недели держится температура выше +30 °С. Она вызвана вторжением жарких континентальных воздушных масс из Средней Азии и Ирана.

## Осень
Осень мягкая, затяжная. Для сентября характерная ясная погода и температура +15—20 °С. При вторжении теплых воздушных масс температура может подниматься до +25—30 °С. В октябре наблюдается более ветреная и дождливая погода, большинство деревьев начинает сбрасывать листву. Ноябрь так же довольно дождливый, возможно кратковременное выпадение снега.

## Средняя температура по месяцам
| Показатель                                                           | Янв.  | Фев.  | Март  | Апр.  | Май  | Июнь | Июль | Авг. | Сен. | Окт. | Нояб. | Дек.  | Год   |
| -------------------------------------------------------------------- | ----- | ----- | ----- | ----- | ---- | ---- | ---- | ---- | ---- | ---- | ----- | ----- | ----- |
| Абсолютный максимум, °C                                              | 16,7  | 20,9  | 30,2  | 35,0  | 32,5 | 36,3 | 38,5 | 39,7 | 37,3 | 34,2 | 24,8  | 22,0  | 39,7  |
| Средний суточный максимум, °C                                        | 1,2   | 1,7   | 7,3   | 15,5  | 20,5 | 24,9 | 28,2 | 28,0 | 22,4 | 15,3 | 7,5   | 2,9   | 14,6  |
| Средняя температура, °C                                              | −2,3  | −2,3  | 2,3   | 9,6   | 14,8 | 19,2 | 22,3 | 21,8 | 16,4 | 10,0 | 3,4   | −0,7  | 9,5   |
| Средний суточный минимум, °C                                         | −5,1  | −5,3  | −1,1  | 5,1   | 10,0 | 14,5 | 17,1 | 16,5 | 11,8 | 6,3  | 0,5   | −3,5  | 5,6   |
| Абсолютный минимум, °C                                               | −27,7 | −28,3 | −19,4 | −10,7 | −2,3 | 3,1  | 8,5  | 6,0  | −3,5 | −12  | −19,9 | −24,3 | −28,3 |
| Норма осадков, мм                                                    | 29    | 28    | 34    | 44    | 66   | 80   | 58   | 43   | 47   | 49   | 45    | 33    | 556   |
| Источник: Погода и климат Средние значения за период 1981 - 2010 гг. |       |       |       |       |      |      |      |      |      |      |       |       |       |

## См.также
- Ставрополь
- Климат Ставропольского края
- Климат Краснодара